# Atractocerus brevicornis
Atractocerus brevicornis is een keversoort uit de familie Lymexylidae. De wetenschappelijke naam is gepubliceerd in 1766 door Linnaeus.